# Tioda
Tioda (también llamado Teoda) fue un arquitecto asturiano del siglo IX, de origen lombardo.

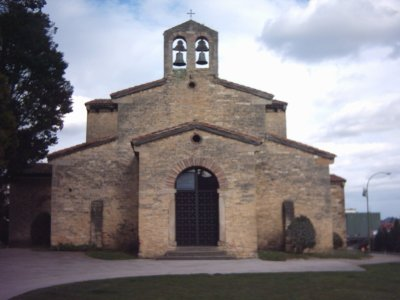
San Julián de los Prados, dirigida por Tioda c.830. La iglesia está dedicada a los mártires egipcios San Julián y Santa Basilisa

Trabajó fundamentalmente en Oviedo, lugar donde construyó la basílica de San Salvador (después transformada en Catedral de Oviedo) y el Palacio Real. Proyectó además diversos planos de templos de la zona.
Su trabajo fue reconocido y elogiado por el rey Alfonso el Casto y Ramiro I de Asturias que le mantuvieron en la corte para seguir con su trabajo.
Alfonso II, dispuso la reconstrucción de San Julián de los Prados hacia 830 y encargó la obra a Tioda. Está considerada como una de las obras importantes del Arte Asturiano, y fue declarada Monumento histórico artístico en junio de 1917 y Patrimonio Cultural de la Humanidad por la UNESCO el 2 de diciembre de 1998.